# ريك سميث (مدير فني)
ريك سميث (بالإنجليزية: Rick Smith)‏ هو مدير فني أمريكي، ولد في 13 مارس 1948 في تالاهاسي في الولايات المتحدة.